# Fadet
Fadet er en gade i Carlsberg Byen i København. Den strækker sig fra Franciska Clausens Plads til Malttorvet og ligger tilbagetrukket fra den mere trafikerede Pasteursvej. Gaden udgør en del af et sammenhængende byrum, der leder frem til Margrethe Nørlund Bohrs Plads og J.C. Jacobsens Have – det største grønne område i Carlsberg Byen.
Fadet er kendetegnet ved sin rolige atmosfære og sit urbane udtryk med teglbelægning og beplantning. Omkring Margrethe Nørlund Bohrs Plads findes flere caféer og spisesteder, herunder det italienske spisested Caronte, kaffebaren Coffee Collective og vinbaren Lĭquo..
Gaden rummer desuden Pasteurs Tårn, som med sine 120 meter er den højeste bygning i Københavns Kommune.
Fra Fadet er der direkte adgang til J.C. Jacobsens Have, som er anlagt i den tidligere bryggerihave tilhørende grundlæggeren af Carlsberg, J.C. Jacobsen. Haven indeholder et rigt udvalg af beplantning og benyttes som rekreativt område for både beboere og besøgende.